# Авиакомпания СКОЛ
ООО «Авиакомпания „СКОЛ“» (SKOL Airline, LLC) — российская авиакомпания, основной офис расположен в Калининграде. Компания осуществляла работы на территории Восточной и Западной Сибири, а также за рубежом. В России являлась одним из крупных операторов вертолётных перевозок. Основные аэропорты базирования — Черемшанка (Красноярск), полигон СКОЛ — Сургут.

## Коды и позывные
- ICAO код: CDV
- Внутренний код: СД
- Позывной: СД

## История
ООО «Авиакомпания „СКОЛ“» создана в 2000 году, зарегистрирована в городе Сургуте. В 2001 году создан филиал авиакомпании в Красноярском крае. В феврале 2001 года авиакомпанией получен сертификат эксплуатанта, имеются соответствующие лицензии на выполнение по России авиационных работ вертолётами типа Ми-26Т, Ми-8Т, Ми-8АМТ, Ми-8МТВ-1, полётов самолётом Як-40, получен международный допуск на выполнение авиационных работ вертолётом Ми-26Т, Ми-171, Cessna 208 Grand Caravan. Создана база технического обслуживания авиационной техники имеющая сертификаты на все виды обслуживания эксплуатируемых воздушных судов.
Постоянными клиентами авиакомпании являются: ОАО «Сургутнефтегаз», ОАО «Газпром», ОАО «НГК „Славнефть“», ЗАО «Алроса», ОАО «Роснефть», ООН, администрация Сургутского района ХМАО-Югра.
В 2007 год по контракту с греческой фирмой Scorpion International выполняли задачи по тушению лесных пожаров на территории республики Греция.
В 2008 году авиакомпания получила статус официального вертолётного перевозчика ООН по программе WFP (гуманитарная миссии на Гаити).
В 2010 году авиакомпания получила статус официального вертолётного перевозчика ООН по программе WFP (гуманитарная миссия в Пакистане).
Авиакомпания владеет вертодромом, находящимся в 37 километрах от города Сургута, в сторону Лянтора, на котором имеются оборудованные стоянки под любой тип вертолётов.
Красноярский филиал авиакомпании «СКОЛ» базируется в аэропорту «Черемшанка», где компания владеет зданием, в котором расположены лётная и техническая службы. Постоянные представители авиакомпании находятся в Москве.
В 2013 году открылся офис в городе Красноярске на Взлётке.
В 2019 году Авиакомпания «СКОЛ» стала Резидентом особой экономической зоны (ОЭЗ) в Калининградской области.
Из-за невыполнения условий лизинга воздушных судов Росавиция в июне 2021 года запретила авиакомпании «СКОЛ» эксплуатацию 35 воздушных судов. Также авиакомпания стала первой среди российских, которую Евросоюз внёс в чёрный список авиакомпаний из-за низких стандартов безопасности перелётов.
В 2022 году сертификат эксплуатанта был аннулирован Росавиацией.

## Флот
По состоянию на июль 2021 года размер флота ООО Авиакомпания «СКОЛ» составлял 3 самолёта и 18 вертолётов:
- Ми-8Т — 2
- Ми-171 — 2
- Ми-8АМТ — 4
- Ми-26Т — 6
- AS-350B3 - 4
- Cessna 208B Grand Caravan — 3

## Катастрофы
29 ноября 2015 года в семи километрах от посёлка Кедровый Ханты-Мансийского автономного округа разбился вертолёт Aérospatiale AS.350 Écureuil авиакомпании «СКОЛ». В результате происшествия погибли 4 человека. Вертолёт по заказу Лукойла перевозил сотрудников нефтяной компаний «РИТЕК Белоярскнефть».
21 октября 2016 года вертолёт Ми-8 авиакомпании «СКОЛ» разбился в районе посёлка Старый Уренгой. Из находящихся на борту 22 человек — 19 погибли, 3 были госпитализированы.